# Valentin Mankin
Valentyn Grigoryevich Mankin (Kiev, 19 de agosto de 1938 - 1 de junho de 2014) foi um velejador soviético. tricampeão olímpico, em três classes diferentes.

## Carreira
Valentin Mankin representou seu país nos Jogos Olímpicos de 1968 à 1980, na qual conquistou medalha de ouro na classe finn, Star e Tempest . 